# Anne Lawrence
Anne Alexandra-Lawrence (née le 17 novembre 1950), est une psychologue, sexologue, et anesthésiste américaine qui a publié de nombreux ouvrages sur la transidentité. 

## Vies personnelle et publique
Lawrence est membre de l'association médicale américaine, de l'académie internationale de recherche sur la sexualité et siège au conseil d'administration de la société pour l'étude scientifique de la sexualité. Elle vit à Seattle où elle exerçait en libéral dans le domaine de la thérapie sexuelle avant de prendre sa retraite à la fin de l'année 2015.

## Travaux sur l'autogynéphilie
Controversée par certaines personnes transgenres, Lawrence est promotrice de la théorie de Ray Blanchard sur l'autogynéphilie et les auto-identifications des personnes transgenres comme autogynéphiles. Elle a proposé que l'autogynéphilie n'était pas seulement de nature sexuelle, mais englobait également des éléments de l'amour romantique,. 

## Sélection de publications

### Livres
- (en) Anne A. Lawrence, Men trapped in men's bodies : Narratives of autogynephilic transsexualism, Springer Science & Business Media, 2013, 242 p. (ISBN 978-1-4614-5182-2, BNF 44665267, présentation en ligne).

### Articles académiques
- (en) Anne A. Lawrence, « Autogynephilia: A Paraphilic Model of Gender Identity Disorder », Journal of Gay and Lesbian Psychotherapy, vol. 8, nos 1/2,‎ 2004, p. 69–87 (DOI 10.1300/J236v08n01_06, lire en ligne).
- (en) Lawrence Anne A., « Becoming what we love: autogynephilic transsexualism conceptualized as an expression of romantic love », Perspect. Biol. Med., vol. 50, no 4,‎ 2007, p. 506–20 (PMID 17951885, DOI 10.1353/pbm.2007.0050, lire en ligne).
- (en) Anne A. Lawrence, « Erotic Target Location Errors: An Underappreciated Paraphilic Dimension », Journal of Sex Research, vol. 46, nos 2-3,‎ 2009, p. 194–215 (ISSN 0022-4499, PMID 19308843, DOI 10.1080/00224490902747727).
- (en) Anne A. Lawrence, « Autogynephilia: An Underappreciated Paraphilia », Advances in Psychosomatic Medicine, vol. 31,‎ 2011, p. 135–148 (ISSN 1662-2855, DOI 10.1159/000328921).